# Лизер
Лизер (њем. Lieser) општина је у њемачкој савезној држави Рајна-Палатинат. Једно је од 107 општинских средишта округа Бернкастел-Витлих. Према процјени из 2010. у општини је живјело 1.172 становника. Посједује регионалну шифру (AGS) 7231075.

## Географски и демографски подаци
Лизер се налази у савезној држави Рајна-Палатинат у округу Бернкастел-Витлих. Општина се налази на надморској висини од 117 метара. Површина општине износи 5,4 km². У самом мјесту је, према процјени из 2010. године, живјело 1.172 становника. Просјечна густина становништва износи 216 становника/km².

## Међународна сарадња
| Мјесто | Држава | Врста сарадње | Од    |
| ------ | ------ | ------------- | ----- |
|        | Пољска | партнерство   | 1993. |
| Извор  |        |               |       |